# El preu de Hollywood
El preu de Hollywood (títol original en anglès What Price Hollywood?) és una pel·lícula de dramàtica americana anterior al període pre-code estrenada el 1932 dirigida per George Cukor i protagonitzada per Constance Bennett amb Lowell Sherman. El guió de Gene Fowler, Rowland Brown, Jane Murfin i Ben Markson està basat en una història d'Adela Rogers St. Johns i Louis Stevens. El repartiment secundari de la pel·lícula compta amb Neil Hamilton, Gregory Ratoff, Brooks Benedict, Louise Beavers i Eddie "Rochester" Anderson.
Va ser doblada i emesa en català el 2001.

## Producció
El títol original de la pel·lícula era The Truth About Hollywood. Adela Rogers St. Johns va basar la seva trama en les experiències de l'actriu Colleen Moore i el seu marit, el productor alcohòlic John McCormick (1893-1961), i la vida i la mort del director Tom Forman, que es va suïcidar després d'una crisi nerviosa.
El productor David O. Selznick volia posar a Clara Bow com a protagonista femenina, però els executius de les oficines de RKO a Nova York van dubtar a invertir en una història de Hollywood perquè projectes similars no havien tingut èxit en el passat. Quan Selznick els va convèncer que la pel·lícula tenia potencial, Bow es va comprometre amb una altra pel·lícula. Constance Bennett va considerar que El preu de Hollywood havia estat la seva millor pel·lícula.
Quatre anys després de l'estrena de la pel·lícula, Selznick es va acostar a Cukor i li va demanar que dirigís Ha nascut una estrella) protagonitzada per Janet Gaynor i Fredric March. La trama era tan semblant a El preu ... que Cukor va declinar. Els executius de RKO van considerar presentar una demanda de plagi contra Selznick International Pictures a causa de les similituds de la història, però finalment van optar per no emprendre cap acció legal. Cukor va dirigir la versió musical de 1954 d'A Star Is Born, protagonitzada per Judy Garland i James Mason.

## Argument
Un jove cambrera (Constance Bennett) aconseguirà convertir-se en actriu explotant les seves relacions personals amb un jove milionari (Neil Hamilton) i un director de cinema alcohòlic (Lowell Sherman).

## Repartiment
- Constance Bennett: Mary Evans
- Lowell Sherman: Maximillan Carey
- Neil Hamilton: Lonny Borden
- Gregory Ratoff: Julius Saxe
- Louise Beavers: Bonita

### Nominacions
- Oscar al millor guió original 1932 per Jane Murfin